# أوردوننا (آن)
أوردوننا (بالفرنسية: Ordonnaz) هي بلدية فرنسية تقع في إقليم آن في فرنسا. رمز إنسي لها هو:1280. أما الرمز البريدي لها فهو: 1510.